# Гипофаринкс
Гипофаринкс (от hypo и phárynx — глотка) — у насекомых это язычкообразное выпячивание внутренней склеротизированной стенки ротовой полости. Располагается между мандибулами, нижней челюстью и нижней губой, с которой он обычно частично срастается. Спереди к гипофаринксу примыкает ротовое отверстие, а сзади к нему открываются протоки слюнных желез.
Гипофаринкс у насекомых с грызущим ротовым аппаратом принимает участие в проглатывании пищи. Он имеет развитую мускулатуру и, благодаря мягкости образующего его хитина, способен к изменению своей формы. Отдельные стерниты в составе гипофаринкса, слиты между собой настолько плотно, что границы между ними не прослеживаются. Но, у ряда примитивных форм в бок от передней части гипофаринкса находятся парные хитиновые пластинки, которые носят название подвесок или суспензорий и предположительно являются остатками мандибулярного стернита.
С гипофаринксом также связано образования, называемые суперлингвы (superlinguae) — две лопасти, находящиеся у некоторых насекомых по бокам от гипофаринкса. Вероятно они являются гомологами парагнатических лопастей у ракообразных.
У кровососущих двукрылых насекомых гипофаринкс является важным элементом хоботка.